# 西區 (臺南市)
西區是一個1945年至2003年間存在於臺南市的行政區，為了精簡行政而與中區合併，合併後改稱中西區。其範圍是中西區以西門路為界的西半部:187。

## 沿革
明鄭時期，西區絕大部分都還是臺江內海的海底:185。後來隨著臺江內海逐漸陸化，西區一帶才逐漸有人居住:185。清治初期的西區一帶，在當時屬於「城外」，後來增築西外城時，才將西門外市街、五條港區域給圍入臺灣府城城垣內:185。西區的範圍，在清治晚期大治分屬於西定坊、效忠里、外武定里:191-192。
日治初期，府城一帶設立「臺南市」，底下分成五個區:185。其中西門城外劃分為第五區，小西門內外劃為第三區:185。而後一度改行七區制，五條港一帶劃為第七區，小西門內外被劃為第六區:185。之後七區制又改回五區制，直到明治四十二年（1909年），「臺南市」只分成東、西區，是「西區」之名首次出現:186。大正九年（1920年）行政區劃大幅改制後，西區一帶分屬於當時的臺南市的福住町（部分）、永樂町、西門町（部分）、港町、田町、濱町、新町、入船町（部分）八個町與上鯤鯓（部分）、鄭子寮（部分）等大字:191-192。日治末期，臺南市設有八個管制區，其中的「西區」便是民國時期西區的前身:186。
民國35年（1946年）臺南市設為省轄市，底下分成七個區:186。當時的西區下設有40個里，後來歷經調整，民國78年（1989年）時已變成30個里:186。

## 商業
區內商圈以中正商圈最為著名，曾為臺南市最繁華之處，但受海安路地下街施工影響而沒落。

## 教育

### 國民中學
- 臺南市立金城國民中學：舊校址在西區範圍，2015年11月遷入安平區的新址。

### 國民小學
- 臺南市西區新南國民小學
- 臺南市西區協進國民小學